# 篠生村
篠生村（しのぶそん）は、山口県阿武郡にあった村。現在の山口市阿東生雲東・阿東篠目にあたる。

## 地理
- 山岳 ： 龍門岳、物見ヶ岳、高羽ヶ岳、大蔵ヶ岳、黒獅子山、大野岳
- 河川 ： 阿武川

## 歴史
- 1889年（明治22年）4月1日 - 町村制の施行により、生雲東分村・篠目村の区域をもって発足。
- 1955年（昭和30年）4月1日 - 生雲村・地福村・徳佐村・嘉年村と合併して阿東町が発足。同日篠生村廃止。

## 交通

### 鉄道路線
- 日本国有鉄道
  - 山口線
    - 篠目駅 - 長門峡駅 - 三谷駅

現在は旧村域に渡川駅が所在するが、当時は未開業。

### 道路
- 国道9号

## 名所・旧跡・観光スポット・祭事・催事
- 長門峡